# 3055 Annapavlova
3055 Annapavlova este un asteroid din centura principală, descoperit pe 4 octombrie 1978 de Tamara Smirnova.